# Heteromorfoza
Heteromorfoza – proces regeneracji utraconego narządu polegający na odtworzeniu w danym miejscu innego narządu niż pierwotnie się tam znajdował (np. raki mogą zregenerować czułki w miejsce utraconych słupków ocznych).